# Little Rock (Iowa)
Little Rock és una població dels Estats Units a l'estat d'Iowa. Segons el cens del 2000 tenia 489 habitants.

## Demografia
Segons el cens del 2000, Little Rock tenia 489 habitants, 208 habitatges, i 133 famílies. La densitat de població era de 242,1 habitants/km².
Dels 208 habitatges en un 23,1% hi vivien nens de menys de 18 anys, en un 60,1% hi vivien parelles casades, en un 2,4% dones solteres, i en un 35,6% no eren unitats familiars. En el 31,7% dels habitatges hi vivien persones soles el 22,6% de les quals corresponia a persones de 65 anys o més que vivien soles. El nombre mitjà de persones vivint en cada habitatge era de 2,35 i el nombre mitjà de persones que vivien en cada família era de 2,98.
Per edats la població es repartia de la següent manera: un 24,3% tenia menys de 18 anys, un 6,3% entre 18 i 24, un 21,1% entre 25 i 44, un 22,3% de 45 a 60 i un 26% 65 anys o més.
L'edat mediana era de 43 anys. Per cada 100 dones de 18 o més anys hi havia 85 homes.
La renda mediana per habitatge era de 31.667 $ i la renda mediana per família de 38.571 $. Els homes tenien una renda mediana de 26.000 $ mentre que les dones 18.750 $. La renda per capita de la població era de 15.514 $. Entorn del 4,3% de les famílies i el 9,6% de la població estaven per davall del llindar de pobresa.

## Poblacions més properes
El següent diagrama mostra les poblacions més properes.